# Egyed Zoltán
Székelyvásárhelyi és pókai Egyed Zoltán (Válaszút, 1894. április 19. – Budapest, 1947. június 28.) magyar író, újságíró, színikritikus.

## Élete
Egyed Béla és Gerzon Mariska (1876–1909) fia. Féltestvére Egyed Béla (1911–1990) orvos. Középiskolai tanulmányait Nagyenyeden végezte. Egyetemi tanulmányait kolozsvári egyetem jogi karán folytatta 1912 és 1914 között, azonban nem fejezte be.
1913-ban Désen színházi lapot indított, Dési Színházi Ujság címmel. 1914-1918 között az első világháborúban az orosz és az olasz fronton harcolt. 1918-19-ben belső munkatársa volt a Déli Hírlapnak. 1919-ben Bécsben élt, hazatérését követően Budapesten a Rivalda c. lapot szerkesztette, majd újságíróként dolgozott: 1921-22-ben a Tőzsdei Kurir, 1922-23-ban az Esti Kurir, majd 1923-24-ben az Esti Életnek volt belső munkatársa, de publikált a Reggelben is. 1924-től rendszeresen jelentek meg művei a Színházi Életben, 1927-1940 között a Szilveszter c. alkalmi lapot szerkesztette. 1937-ben egy fél évig Hollywoodban is élt. 1938-1944 között a Film Színház Irodalom című hetilap főszerkesztője volt. Hangulatos tárcákat, verseket, egyfelvonásos játékokat írt, legnagyobb sikerét a Rouge et noir című színdarabbal aratta 1920-ban.
1944 végén a nyilasok letartóztatták, és Sopronkőhidára vitték, majd decemberben Ausztriába hurcolták. Amerikai csapatok szabadították fel a munkatábort, s Egyed Zoltán Jávor Pállal egy repülőgépen érkezett haza, de már betegen. 1945 után egyre kevesebb cikke jelent meg.

## Művei

### Drámái
- Szerződés (1916)
- Rouge et noir (1920)
- Égő szoknya (1928)
- Színiiskola (Székely Jánossal, 1937)

### Könyvei
- A költő két asszonya (folytatásos regény, 1928)
- Búzáék (regény, 1931)
- Báráck (regény, 1942)
- Hollywoodi kaland (regény Hajmássy Ilonáról, 1942)
- A szerelem elfárad (Karády Katalinról, 1943)